# Hipposideros besaoka
Vous lisez un « article de qualité » labellisé en 2014.
Espèce
Hipposideros besaoka est une espèce fossile de chauves-souris de la famille des Hipposideridae. Cette espèce est connue grâce à de nombreuses mandibules et dents isolées trouvées en 1996 dans la grotte d'Anjohibe, dans le Nord-Ouest de Madagascar. L'espèce est décrite en 2007 par la naturaliste Karen E. Samonds, à partir de ce matériel vieux de 10 000 ans (Holocène). La même grotte contenait des ossements concernant la Phyllorhine de Commerson (Hipposideros commersoni) — une espèce actuelle du même genre — et d'autres appartenant à une troisième espèce du genre Hipposideros, non décrite.
H. besaoka était plus grande que H. commersoni, faisant d'elle la plus grande chauve-souris insectivore de Madagascar. Les molaires de cette espèce disparue sont plus larges, et la mandibule est plus robuste que H. commersoni. Fait inhabituel dans le genre Hipposideros, la deuxième prémolaire supérieure est petite et en dehors de la rangée de dents, et la deuxième prémolaire inférieure est grande.

## Description

### Diagnose
La chauve-souris Hipposideros besaoka est connue par de nombreuses mandibules et dents isolées. Le genre peut être déterminé par la formule dentaire 1.1.2.32.1.2.3. H. besaoka n'a que deux prémolaires sur chacune des quatre demi-mâchoires, mais celles-ci sont appelées P2 et P4 car elles correspondent à la deuxième et quatrième prémolaires de la dentition ancestrale des mammifères. La deuxième prémolaire supérieure (P2) est située en dehors de la rangée de dents, vers le côté du crâne, de sorte que la canine (C1) et la P4 se touchent presque. La deuxième prémolaire inférieure (p2) est grande et a une facette large et raide sur le côté buccal (externe). Les analyses morphométriques montrent que H. besaoka est significativement différente de la Phyllorhine de Commerson (H. commersoni) et tombe en dehors de la variation au sein de cette espèce. Les molaires supérieures sont notamment plus larges et la mandibule plus solide. Chez les chauves-souris, les mandibules robustes vont souvent de pair avec une alimentation contenant des objets coriaces. H. besaoka était la plus grande chauve-souris insectivore de Madagascar de son époque, rôle aujourd'hui occupé par H. commersoni.

### Mâchoires
Chaque prémaxillaire ne compte qu'une incisive, située à la pointe antérieure. Ils finissent en forme de V à la marge antérieure et en pointe étroite postérieurement. Chaque prémaxillaire comporte une grande ouverture, le foramen palatin antérieur. L'os maxillaire porte les autres dents de la mâchoire supérieure. La mandibule, qui porte toutes les dents inférieures, est assez forte pour un Hipposideros mais il y a de fortes variations d'épaisseur d'un individu à l'autre.

### Dentition
Les incisives supérieures sont petites et leur sommet est plat, à peine divisé en deux lobes. La canine (C1) n'a qu'une cuspide, et un petit replat sur le côté arrière. La P2 est vraiment petite et la P4 compte une grande cuspide à l'avant, une plus petite juste avant celle-ci du côté lingual (interne) et un replat à l'arrière de la grande cuspide. La P4 mesure 2,13 ± 0,104 mm de haut et 2,52 ± 0,168 mm de large. Sur la première molaire supérieure (M1) la protofosse, une dépression entre les cuspides à l'avant de la dent, est fermée. La deuxième molaire (M2) est semblable, mais plus petite et plus carrée. La M3 est bien plus petite et son sommet et réduit et ressemblant à un W.
Les incisives de la mâchoire inférieure sont petites et tricuspides. La canine inférieure (c1) n'a qu'une cuspide, haute et étroite. La p2 est une grande dent avec une grande cuspide centrale et de hautes crêtes reliant cette cuspide aux bords antérieurs et postérieurs. Une seconde cuspide se trouve sur la crête arrière. La p4 a aussi une grande cuspide centrale, avec de petites crêtes à l'avant et à l'arrière d'elle du côté lingual. Cette dent a deux racines. La première molaire inférieure (m1), le complexe de cuspides avant (le trigonide) est haut et le complexe arrière (le talonide) est plus bas. Parmi les cuspides du trigonide, le protoconide est le plus haut et le métaconide et le paraconide sont plus bas et de hauteur égale. Les cingulums (plateaux) à l'avant et à l'arrière de la dent sont bas. La deuxième molaire (m2) est semblable et à peine plus petite, mais la m3 est sensiblement plus petite et a un talonide réduit. Cette dernière dent mesure 2,37 ± 0,098 mm de haut pour 1,76 ± 0,076 mm de large.

## Taxinomie

Localisation de la grotte d'Anjohibe à Madagascar.

En 1996, une équipe menée par David Burney collecte des brèches contenant les restes de chauves-souris et d'autres animaux dans la grotte d'Anjohibe, dans le Nord-Ouest de Madagascar. Les chiroptères de ces échantillons sont décrits par Karen Samonds (qui porte alors le nom de famille de son époux, Mitch Irwin) pour sa thèse de doctorat en 2006, puis dans un article en 2007,. Elle recense plusieurs espèces toujours vivantes et décrit deux nouvelles espèces fossiles, Triaenops goodmani et Hipposideros besaoka. L'épithète spécifique de l'espèce, besaoka, signifie « grand menton » en malgache. Le matériel d'H. besaoka date de l'Holocène, ayant 10 000 ans tout au plus. Une analyse cladistique utilisant des données morphologiques rapprocherait davantage H. besaoka d'Hipposideros gigas et d'H. vittatus, d'Afrique continentale, que de la Phyllorhine de Commerson (H. commersoni), de Madagascar.
D'autres restes d'Hipposideros sont signalés par Samonds sur d'autres sites d'Anjohibe, mais ne sont pas attribués à H. besaoka. C'est notamment le cas d'une quatrième prémolaire supérieure (P4) trouvée sur un autre site également vieux de 10 000 ans ou moins. Cette P4 était de taille différente de celles d'H. commersoni et H. besaoka, et avait une cuspide en moins sur le coin avant interne, que l'on trouve chez les deux autres ; Samonds a simplement nommé ce spécimen « Hipposideros sp. cf. H. commersoni ». Sur un site vieux de 69 600 à 86 800 ans, une incisive inférieure et une deuxième molaire inférieure (m3) ont été trouvées ; ces dents ressemblent à celles d'H. commersoni et diffèrent de celles d'H. besaoka, et Samonds les attribue à la première des deux. D'autres dents et mâchoires ont été retrouvées sur des sites non datés ; certains ossements présentant des mensurations différentes des deux espèces d'Hipposideros, ils ont également été nommés H. sp. cf. H. commersoni.
En 2010, une équipe menée par Samonds a dissous une brèche à l'acide acétique dans l'intention d'en sortir un crâne d'Archaeolemur en bon état. Les chutes comptent de nombreux ossements de petits mammifères, qui sont souvent perdus au profit des grands lors des préparations classiques. Il y a notamment quelques restes d'Hipposideridae, certains appartenant à H. besaoka, d'autres à une espèce proche et d'autres encore au genre Triaenops.

## Publication originale
- (en) Karen E. Samonds, « Late Pleistocene bat fossils from Anjohibe Cave, northwestern Madagascar », Acta Chiropterologica, Musée et institut de zoologie de l'Académie polonaise des sciences (d), vol. 9, no 1,‎ avril 2007, p. 39-65 (ISSN 1508-1109 et 1733-5329, DOI 10.3161/1733-5329(2007)9[39:LPBFFA]2.0.CO;2, lire en ligne).